# Hatfield Heath
Hatfield Heath – wieś i civil parish w Anglii, w hrabstwie Essex, w dystrykcie Uttlesford. Leży 21 km na północny zachód od miasta Chelmsford i 42 km na północny wschód od Londynu. W 2011 roku civil parish liczyła 1930 mieszkańców.